# 해독 (대체의학)
해독(解毒, 영어: detoxification, detox 디톡스[*])은 인체 내에 축적된 독소를 뺀다는 개념의 대체의학적 제독요법을 말한다.
유해물질이 몸 안으로 과다하게 들어오는 것을 막고 장이나 신장, 폐, 피부 등을 통한 노폐물의 배출을 촉진하는 것이다.
칼로리 제한에 의해 다이어트 효과가 있어 건강 다이어트 방법으로 많이 사용되며, 서양에서는 레몬 음료를 마시는 해독법이 알려져 있고, 한국에서는 장 청소와 단식이 대표적으로 시행되고 있다. 물만 마시거나 한가지 음식만 먹는 방법도 있으며, 유기농산물, 제철음식을 위주로 비타민과 미네랄을 충분히 섭취해야 하고 가공식품, 육류, 소금, 설탕을 멀리하는 것이 원칙이다.
음식뿐만 아니라 유해물질로 가득찬 주거환경을 천연마감재로 바꾸는 것, 마음속의 스트레스를 불러일으키는 분노, 짜증 등을 다스리는 명상을 하는 것 등도 넓은 의미의 해독이라 할 수 있다.

## 해독 다이어트
과학자들은 해독 다이어트라는 용어 자체가 사실상 의미 없으며, 관련 제품들이 신체의 작동 방식에 대한 오해를 퍼뜨리며 돈을 낭비하게 만들고 있다고 말하고 있다.

## 과학적 효능
칼로리컷으로인한 몸의 자가포식이 일어나 세포가 약하게 연결되어있는부분부터 오토파지가 일어난다.

## 같이 보기
- 의사과학
- 해독
- 복부비만
- 내분비계 장애물질
- 계절성 정동장애(SAD)
- 대사 증후군(메타볼릭 신드롬)
- 오메가-3 지방산 - 심장기능 및 혈중 중성지질 개선
- 비타민 B 복합체 - 지방, 탄수화물, 단백질 에너지 대사 증진을 통해 간기능 개선
- 미네랄 - 효소 촉매제 기능